# Виктор Зупков
Виктор Алексејевич Зупков (рус. Виктор Алексеевич Зубков; 15. септембар 1941, Свердловска област, Совјетски Савез) је био премијер Русије. До 12. септембра 2007. године био је председник Комитета за надзор финансија, када га је председник Владимир Путин предложио да замени премијера Михаила Фраткова, који је поднео оставку дан раније. Руска Дума је усвојила предлог 14. септембра 2007. године На месту премијера га је заменио Владимир Путин 8. маја 2008. године. Он је активни државни савјетник Руске Федерације 1. класе.

## Биографија
Зупков је дипломирао на економском одсеку Лењинградског пољопривредног института. Године 1966. је отишао у Совјетску армију на одлужење војног рока од 18 месеци. Од 1967. године до 1985. године радио је на руководећим положајима у колхозима у Лењинградској области. Од 1985. године до 1991. године је заузимао неколико важних положаја у Комунистичкој партији Совјетског Савеза, од 1989. године до 1991. године као први заменик председника Извршног комитета партије у Лењинградској области.
Од јануара 1992. године до новембра 1993. године био је заменик председника одбора за спољашње везе градоначелника Санкт Петербурга на чијем је челу био Владимир Путин.
Од 3. новембра 1993. до 30. новембра 1998. Зупков је био на челу пореске инспекција Санкт Петербурга и заменик начелника пореске службе Русије.
Од децембра 1998. године, током мандата Јегенија Примакова, државна пореска инспекција је реорганизована у Министарство за порезе и Зупковљево место је укинуто, али је поново именован за начелника санктпетербуршког одсека министарства финансија. Дана 23. јула 1999. године Зупков је именован за заменика министра финансија у Северозападном региону.
Дана 12. августа 1999. године кандидовао се за гувернера Лењинградске области, уз Бориса Гризлова као руководиоца његове кампање, али је изгубио од Валерија Сердјукова, са 8,64% освојених гласова (четврто место од 16 канидадата). Дана 5. новембра 1999. године напустио је положај у Министарству за порезе и именован је за првог заменика министра финансија Русије и председника Комитета за финансијски надзор, чији је циљ био да се бори против прања новца.
Након оставке кабинета Михаила Касјанова 16. марта, Комитет за финансијски надзор је преименован у Комитета Руске Федерације за финансијски надзор министарства финансија, али је Зупков задржао свој положај у владама Михаила Фраткова. Након оставке Фраткова 11. септембра 2007. године председник Владимир Путин је предложио Думи да изгласа Зупкова за новог премијера. Руска Дума је усвојила предлог 14. септембра 2007. године.
Након инаугирусања новог председника Русије Дмитрија Медведева 7. маја 2008. године, Зупковљевој влади је аутоматски истекао мандат. На месту премијера га је заменио Владимир Путин 8. маја 2008. године. У новој Путиновој влади, Зупков ће бити његов први заменик и министар рибарства.
Зупковљева ћерка је удата за Анатолија Сердјукова, бившег руског министра одбране.